# Внешняя политика Канады
Внешняя политика Канады — это общий курс Канады в международных делах. Внешняя политика регулирует отношения Канады с другими государствами. Реализацией этой политики занимается Министерство иностранных дел Канады.

## История
В 1909 году Канада открыла Департамент иностранных дел, который стал регулировать взаимоотношения с другими странами, без участия британских дипломатов. К 1930-м годам Канада открыла дипломатические миссии в Лондоне, Париже, Вашингтоне, Токио и Женеве. После окончания Второй мировой войны Канада увеличила свое дипломатическое присутствие почти во всех странах мира. В 1982 году в компетенцию Департамента иностранных дел перешли вопросы международной торговли Канады.
В настоящее время Канада активно реагирует на действия, которые угрожают миру и безопасности, в частности на ракетно-ядерную программу КНДР. Канадское правительство ввело дополнительные санкции против КНДР после гибели южнокорейского корвета «Чхонан». Канада последовательно выступала против иранской ядерной программы, а также выступала за соблюдение прав человека в этой стране. Канада негативно отреагировала на ироничные комментарии президента Ирана Махмуда Ахмадинежада о терактах 11 сентября 2001 года в Соединенных Штатах Америки на заседании Генеральной Ассамблеи ООН, а также на его заявление об отрицании Холокоста и о недопустимости существования Израиля. Канадские военнослужащие участвуют в миротворческих миссиях ООН в таких странах, как: Афганистан, Республика Гаити и Судан.
Канадское правительство пристально следит за ситуацией в Мьянме и выступает за развитие демократии, соблюдение прав человека и верховенство права в этой стране. Канада последовательно призывает правительство Мьянмы уважать права человека и обеспечить доступ к правосудию для всего населения страны, а также ввела самые жесткие в мире санкции против Мьянмы. В 1995 году у Канады случился серьёзный дипломатический конфликт с Испанией, что спровоцировало начало Палтусовой войны. Окончательно нормализовались отношениях этих двух стран в 2007 году, после подписания Меморандум о взаимопонимании и сотрудничеству в области рыболовства.
Американский континент является ключевым приоритетом внешней политики для правительства Канады. Экономическое процветание, стабильность демократии и безопасность канадских граждан связана с соседними странами. Концепция Канады для региона основана на трех принципах: безопасность, рост благосостояния граждан, укрепление демократических принципов. В 2010 году исполнилось 20 лет со дня вступления Канады в Организацию американских государств (ОАГ). Канада рассматривает ОАГ как площадку для сотрудничества с американскими странами по таким приоритетным вопросам, как: демократическое управление, права человека, безопасность и экономическое развитие. Особенно важны для Канады отношения со своими южными соседями: США и Мексикой, с которыми у неё заключено Соглашение о свободной торговле.
Политика Канады на Ближнем Востоке остаётся неизменной. Канада поддерживает создание независимого палестинского государства в рамках переговоров с Израилем, а также выступает за мирное сосуществование Израиля с его арабскими соседями. В январе 2017 года премьер-министр Канады Джастин Трюдо уволил министра иностранных дел Стефана Диона, который являлся опытным политиком, а также был лидером Либеральной партии и лидером официальной оппозиции. На посту министра иностранных дел, Стефан Дион подвергся серьёзной критике за продажу бронетехники стоимостью 15 миллиардов долларов США и за колебания при принятии заявления в Палате общин, определяющего действия Исламского государства как геноцид. Следующим министром иностранных дел Канады стала Христя Фриланд. 
С марта 2014 года она внесена в список официальных лиц Канады, которым запрещён въезд в Россию, в ответ на санкции Канады против России. Христя Фриланд занимает последовательную позицию по критике российской политики. Например, в 1996 году она сказала, что «русским некого винить, кроме самих себя за ту жестокую диктатуру, которую они создали в своей собственной стране и навязали соседним странам». Патрик Армстронг, бывший аналитик Канадского департамента обороны, который также занимал должность политического советника в посольстве Канады в Москве, предположил, что Христя Фриланд имеет личную заинтересованность из-за своего украинского происхождения.
Однако, внешняя политика Канады на этом направлении не претерпела значительных изменений, так как Вооружённый конфликт на востоке Украины постепенно исчезал из заголовков основных СМИ.